# 85 v. Chr.
Portal Geschichte | Portal Biografien | Aktuelle Ereignisse | Jahreskalender | Tagesartikel

◄ |
2. Jahrhundert v. Chr. |
1. Jahrhundert v. Chr. |
1. Jahrhundert |
►

◄ | 100er v. Chr. | 90er v. Chr. | 80er v. Chr. | 70er v. Chr. |
60er v. Chr. |
►

◄◄ | ◄ | 88 v. Chr. | 87 v. Chr. | 86 v. Chr. | 85 v. Chr. |
84 v. Chr. |
83 v. Chr. |
82 v. Chr. |
► |
►►
Staatsoberhäupter

## Ereignisse

### Politik und Weltgeschehen
- Die Nabatäer erobern unter König Aretas III. Damaskus.
- Im ersten Mithridatischen Krieg siegen die Römer in der Schlacht von Orchomenos über die pontische Armee des Archelaos. Mithridates VI. ist daraufhin zum Friedensschluss gezwungen.

### Wissenschaft und Technik
- Die am 28. Dezemberjul. in Ägypten gegen 7:35 Uhr beginnende totale Mondfinsternis fällt im ägyptischen Kalender auf den 17. Achet IV. Aufgrund des Sonnenaufgangs gegen 6:40 Uhr ist sie dort nicht beobachtbar. Das altägyptische Neujahrsfest am 1. Achet I beginnt mit Sonnenaufgang des 13. Septemberjul..[1]

## Geboren
- Antiochos XIII., König des Seleukidenreiches († 64 v. Chr.)
- Marcus Iunius Brutus, römischer Politiker und Attentäter († 42 v. Chr.)

- um 85 v. Chr.: Decimus Iunius Brutus Albinus, römischer Politiker († 43 v. Chr.)
- um 85 v. Chr.: Lucius Minucius Basilus, römischer Politiker († 43 v. Chr.)
- um 85 v. Chr.: Marcus Antonius, römischer Politiker († 30 v. Chr.)
- um 85 v. Chr.: Tiberius Claudius Nero, römischer Politiker († um 33 v. Chr.)

## Gestorben
- Gaius Flavius Fimbria, römischer Feldherr
- Gaius Iulius Caesar, römischer Politiker (* um 135 v. Chr.)
- Lucius Valerius Flaccus, römischer Politiker

- um 85 v. Chr.: Philon von Larisa, griechischer Philosoph